# Coloni C4
Chronologie des modèles (1991)
Coloni FC189C Aucun
La Coloni C4 est la monoplace de Formule 1 engagée par l'écurie italienne Coloni dans le cadre du championnat du monde de Formule 1 1991. Elle est pilotée par le Portugais Pedro Chaves, remplacé pour les deux derniers Grands Prix par le Japonais Naoki Hattori. Elle ne dépasse jamais le stade des pré-qualifications au cours de la saison.

## Historique
La Coloni C4 est une évolution de la Coloni FC189C de la saison précédente, qui est elle-même dérivée de la Coloni FC189 de 1989. La C4 reprend entre autres des éléments de châssis et les suspensions de la FC189C. Faute de budget, un seul châssis est produit, par Christian Vanderpleyn et des étudiants de l'université de Pérouse.
À son volant, le Portugais Pedro Chaves, fils du président de la Fédération portugaise de l'automobile, engagé grâce au soutien financier d'une société viticole portugaise, ne parvient jamais à dépasser le stade des préqualifications, la C4 étant de loin la monoplace la plus lente du plateau. Au Grand Prix d'Espagne, il refuse de monter dans la voiture tant que Coloni ne lui verse pas le salaire promis dans son contrat, soit 100 000 dollars. Enzo Coloni n'ayant pas les moyens de s'acquitter de cette somme, Chaves quitte l'écurie.
Alors qu'Enzo Coloni vend son équipe à l'homme d'affaires italien Andrea Sassetti en septembre 1991, Chaves est remplacé par le Japonais Naoki Hattori, qui finance son baquet grâce à Toto, une entreprise fabricante de toilettes, et grâce à une campagne de levée de fonds, où les noms des citoyens japonais lui ayant versé de l'argent sont affichés sur les pontons de la monoplace. Néanmoins, Hattori échoue à se préqualifier lors des deux Grands Prix pour lesquels il est engagé.
À l'issue du championnat, Coloni est dix-huitième et dernière du championnat des constructeurs, sans avoir marqué de points et sans même avoir couru. Coloni devient Andrea Moda Formula à compter de la saison suivante.

## Engagement auTrofeo Indoor di Formula 1
Les 7 et 8 décembre 1991, Coloni, rebaptisée ici Coloni-Andrea Moda Formula, participe au Trofeo Indoor di Formula 1, une épreuve d'exhibition organisée en marge du Motor Show de Bologne, une exposition internationale reconnue par l'Organisation internationale des constructeurs automobiles qui se tient dans les salons de la foire de Bologne. Bien que l'épreuve soit baptisée indoor, la piste, d'une longueur de 1 300 mètres, est située à l'extérieur des locaux de l'exposition. Pour cette quatrième édition, Coloni-Andrea Moda Formula affronte les écuries Fondmetal et Team Lotus, dont c'est la première participation à cette compétition, et Minardi et la Scuderia Italia, des habituées de l'épreuve.
Coloni-Andrea Moda Formula confie une Coloni C4 à Antonio Tamburini, pilote en Formule 3000, tandis que Fondmetal engage une FA1M-E à Gabriele Tarquini, un ancien de l'écurie italienne. La Scuderia Minardi engage deux monoplaces : une M191, confiée à son pilote titulaire, Gianni Morbidelli, et une M190, confiée au pilote d'essais Marco Apicella. La Scuderia Italia dispute le trophée avec une Dallara 191, pilotée par Jyrki Järvilehto. Enfin, Lotus, qui est la première écurie non italienne de l'histoire à participer au Trofeo Indoor di Formula 1, engage une Lotus 102B, confiée à son titulaire, Johnny Herbert.
Pour les quarts de finale, Tamburini affronte Morbidelli dans une course sprint. S'il remporte cette manche, il perd la demi-finale qui l'oppose à Herbert.

## Résultats en championnat du monde de Formule 1
| Saison | Écurie            | Moteur               | Pneumatiques | Pilotes       | Courses | Courses | Courses | Courses | Courses | Courses | Courses | Courses | Courses | Courses | Courses | Courses | Courses | Courses | Courses | Courses | Points inscrits | Classement |
| Saison | Écurie            | Moteur               | Pneumatiques | Pilotes       | 1       | 2       | 3       | 4       | 5       | 6       | 7       | 8       | 9       | 10      | 11      | 12      | 13      | 14      | 15      | 16      | Points inscrits | Classement |
| ------ | ----------------- | -------------------- | ------------ | ------------- | ------- | ------- | ------- | ------- | ------- | ------- | ------- | ------- | ------- | ------- | ------- | ------- | ------- | ------- | ------- | ------- | --------------- | ---------- |
| 1991   | Coloni Racing Srl | Ford-Cosworth DFR V8 | Goodyear     |               | USA     | BRÉ     | SMR     | MON     | CAN     | MEX     | FRA     | GBR     | ALL     | HON     | BEL     | ITA     | POR     | ESP     | JAP     | AUS     | 0               | 18e        |
| 1991   | Coloni Racing Srl | Ford-Cosworth DFR V8 | Goodyear     | Pedro Chaves  | Npq     | Npq     | Npq     | Npq     | Npq     | Npq     | Npq     | Npq     | Npq     | Npq     | Npq     | Npq     | Npq     | Forf    |         |         | 0               | 18e        |
| 1991   | Coloni Racing Srl | Ford-Cosworth DFR V8 | Goodyear     | Naoki Hattori |         |         |         |         |         |         |         |         |         |         |         |         |         |         | Npq     | Npq     | 0               | 18e        |

Légende : ici 

## Résultats duTrofeo Indoor di Formula 1
|  | Quarts de finale   | Quarts de finale  | Quarts de finale |                   |                    | Demi-finales      | Demi-finales | Demi-finales |  |           | Finale            | Finale | Finale    | Finale |
|  |                    |                   |                  |                   |                    |                   |              |              |  |           |                   |        |           |        |
|  | Team Lotus         | Johnny Herbert    | repéché          |                   |                    |                   |              |              |  |           |                   |        |           |        |
|  | Fondmetal          | Gabriele Tarquini | vainqueur        |                   |                    |                   |              |              |  |           |                   |        |           |        |
|  | Fondmetal          | Gabriele Tarquini | vainqueur        |                   | Fondmetal          | Gabriele Tarquini | vainqueur    |              |  |           |                   |        |           |        |
|  |                    |                   |                  |                   | Fondmetal          | Gabriele Tarquini | vainqueur    |              |  |           |                   |        |           |        |
|  |                    | Scuderia Italia   | Jyrki Järvilehto | éliminé           |                    |                   |              |              |  |           |                   |        |           |        |
|  | Scuderia Italia    | Scuderia Italia   | Jyrki Järvilehto | éliminé           | Jyrki Järvilehto   | vainqueur         |              |              |  |           |                   |        |           |        |
|  | Scuderia Italia    |                   |                  |                   | Jyrki Järvilehto   | vainqueur         |              |              |  |           |                   |        |           |        |
|  | Scuderia Minardi   | Marco Apicella    | éliminé          |                   |                    |                   |              |              |  |           |                   |        |           |        |
|  | Scuderia Minardi   | Marco Apicella    | éliminé          |                   |                    |                   |              |              |  | Fondmetal | Gabriele Tarquini |        | vainqueur |        |
|  |                    |                   |                  |                   |                    |                   |              |              |  | Fondmetal | Gabriele Tarquini |        | vainqueur |        |
|  |                    | Team Lotus        | Johnny Herbert   |                   | finaliste          |                   |              |              |  |           |                   |        |           |        |
|  | Scuderia Minardi   | Team Lotus        | Johnny Herbert   | Gianni Morbidelli | finaliste          | éliminé           |              |              |  |           |                   |        |           |        |
|  | Scuderia Minardi   |                   |                  | Gianni Morbidelli |                    | éliminé           |              |              |  |           |                   |        |           |        |
|  | Coloni-Andrea Moda | Antonio Tamburini | vainqueur        |                   |                    |                   |              |              |  |           |                   |        |           |        |
|  | Coloni-Andrea Moda | Antonio Tamburini | vainqueur        |                   | Coloni-Andrea Moda | Antonio Tamburini | éliminé      |              |  |           |                   |        |           |        |
|  |                    |                   |                  |                   | Coloni-Andrea Moda | Antonio Tamburini | éliminé      |              |  |           |                   |        |           |        |
|  |                    |                   | Team Lotus       | Johnny Herbert    | vainqueur          |                   |              |              |  |           |                   |        |           |        |
|  |                    |                   |                  | Johnny Herbert    | vainqueur          |                   |              |              |  |           |                   |        |           |        |
|  |                    |                   |                  |                   |                    |                   |              |              |  |           |                   |        |           |        |
|  |                    |                   |                  |                   |                    |                   |              |              |  |           |                   |        |           |        |